# Gołuchów (gmina)
Pour les articles homonymes, voir Gołuchów.
Gołuchów [ɡɔˈwuxuf] est une commune rurale de la voïvodie de Grande-Pologne et du powiat de Pleszew . Elle s'étend sur 135,5 km2 et comptait 10 099 habitants en 2010. Elle se situe à environ 11 kilomètres à l'est de Złotów et à 93 kilomètres au sud-est de Poznań, la capitale régionale. Son siège administratif est Gołuchów.

## Géographie
| - Plan de la gmina de Gołuchów. |